# Valentino Grant
Valentino Grant (ur. 21 kwietnia 1964 w Rzymie) – włoski polityk, bankowiec i menedżer, poseł do Parlamentu Europejskiego IX kadencji.

## Życiorys
Kształcił się w zakresie prawa i ekonomii. Pracował na stanowiskach dyrektorskich i menedżerskich, m.in. we włoskim oddziale Polaroid Corporation, gdzie był głównym menedżerem na Włochy i Grecję. Od 1998 obejmował kierownicze funkcje w spółdzielczych instytucjach oszczędnościowo-kredytowych. W 2010 został przewodniczącym komitetu wykonawczego federacji tych instytucji w Kampanii. W 2018 nominowany w skład rady dyrektorów państwowego banku inwestycyjnego Cassa Depositi e Prestiti. W wyborach w 2019 z listy Ligi Północnej uzyskał mandat deputowanego do Parlamentu Europejskiego IX kadencji.